# Ostmarkgesetz

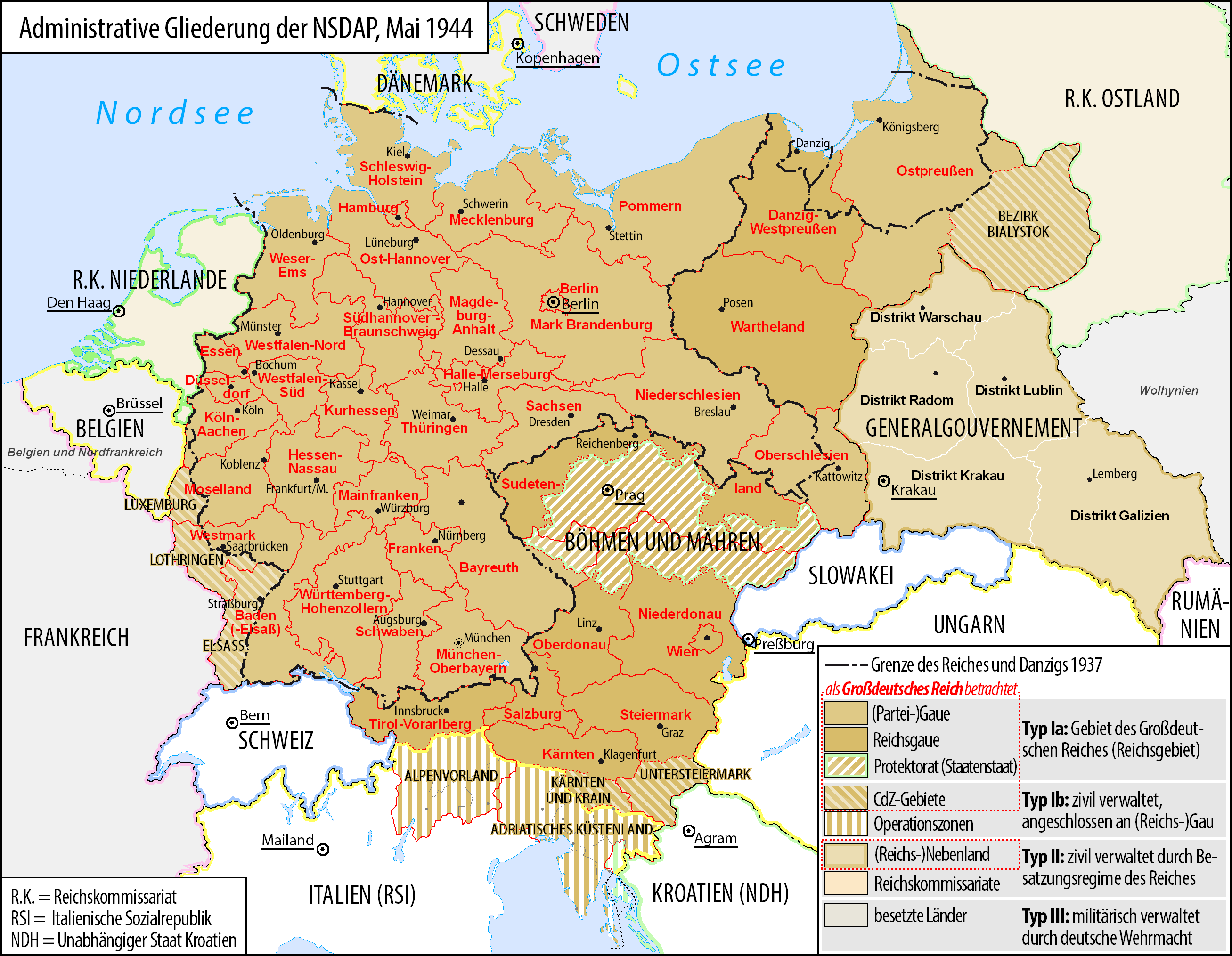
Reichsgaue und Generalgouvernement 1944

Mit dem Gesetz über den Aufbau der Verwaltung in der Ostmark (Ostmarkgesetz) vom 14. April 1939 wurde abschließend die Verwaltungsstruktur und -einteilung des ehemaligen Staates Österreich und der nördlich angrenzenden, auf Grund des Münchener Abkommens 1938 an Deutschland gefallenen südböhmischen und südmährischen Gebiete geregelt.

## Regelung 1939–1945
Mit dem Anschluss Österreichs im März 1938 (sowie der Angliederung des Sudetenlandes im September 1938) war es erforderlich geworden, das Land ins Reich und in die Strukturen des NS-Staates einzugliedern. Hierfür wurden aus den bisherigen österreichischen Ländern und diesen Gebieten sieben Reichsgaue gebildet und deren Verwaltungssitze bestimmt, und zwar
- Wien (die zu Groß-Wien erweiterte Stadt Wien),
- Kärnten (inklusive Osttirol) mit Sitz in Klagenfurt,
- Niederdonau aus dem ehemaligen Niederösterreich (ohne die an Groß-Wien abgegebenen Gebiete) und Deutsch-Südmähren mit Sitz in Krems an der Donau,
- Oberdonau aus dem ehemaligen Oberösterreich (mit dem steirischen Salzkammergut) und Deutsch-Südböhmen mit Sitz in Linz,
- Salzburg mit Sitz in Salzburg,
- Steiermark (ohne das steirische Salzkammergut) mit Sitz in Graz,
- Tirol-Vorarlberg (ohne Osttirol) mit Sitz in Innsbruck.

Dabei wurde das österreichische Land Vorarlberg … bis auf weiteres zu einem dem Reichsgau Tirol unterstellten Selbstverwaltungsbezirk.
Das Burgenland war bereits am 15. Oktober 1938 geteilt worden: Die Städte mit eigenem Statut Eisenstadt und Rust und die Bezirke Eisenstadt, Mattersburg, Neusiedl am See und Oberpullendorf wurden dem Reichsgau Niederdonau zugeschlagen, die Bezirke Güssing, Jennersdorf und Oberwart dem Reichsgau Steiermark.
An der Spitze der neuen Reichsgaue standen Reichsstatthalter, die der Aufsicht des Reichsministers des Innern unterstanden. Da sie in der Regel zugleich Leiter der NSDAP im betreffenden Gebiet waren, übten sie in Personalunion das Amt des Gauleiters aus und wurden landläufig wie auch in der Literatur zumeist mit diesem Parteititel genannt. Auf sie gingen Aufgaben und Befugnisse der ehemaligen Organe der österreichischen Länder über. Sie konnten mit Zustimmung des zuständigen Reichsministers durch Verordnungen Recht setzen und ihre eigenen Angelegenheiten durch Satzung regeln.
Das Gesetz regelte weiters die Verwaltung der Land- und Stadtkreise mit Landrat bzw. Oberbürgermeister an der Spitze. Es trat am 1. Mai 1939 in Kraft. Die neuen Reichsgaue waren bis zum 30. September 1939 einzurichten.
Alle diese neuen Reichsgaue nannte man insgesamt zunächst „Ostmark“, dann ab April 1940 „Reichsgaue der Ostmark“, bis die Reichskanzlei schließlich im April 1942 die Bezeichnung Alpen- und Donau-Reichsgaue diktierte.

## Aufhebung des Ostmarkgesetzes 1945
Das Ostmarkgesetz wurde von der mit der Unabhängigkeitserklärung vom 27. April 1945 wiedererrichteten Republik Österreich mit dem Verfassungs-Überleitungsgesetz (V-ÜG) vom 1. Mai 1945 aufgehoben. Die Auflösung des Burgenlandes wurde mit dem Burgenlandgesetz, einem Bundesverfassungsgesetz, das am 1. Oktober 1945 in Kraft trat, rückgängig gemacht.